# Alexys Brunel
Alexys Brunel (Boulogne-sur-Mer, França, 10 de outubro de 1998) é um ciclista profissional francês membro da equipa Groupama-FDJ.

## Trajectória
Em julho de 2018 foi confirmado como um dos stagiaires do Groupama-FDJ a partir do mês de agosto, tendo assim sua primeira tomada de contacto com o ciclismo profissional.
Em 2019 estreiou como profissional depois de assinar com a equipa continental do próprio Groupama-FDJ. No mês de agosto, como no ano anterior, voltou a se converter em stagiaire do Groupama-FDJ. Em setembro fez-se oficial que permaneceria na equipa do WorldTour a partir de 2020. Em outubro conseguiria impor-se em solitário na Paris-Tours sub-23.

## Palmarés
2019
- Paris-Tours sub-23

2020
- 1 etapa da Estrela de Bessèges

## Equipas
- Groupama-FDJ (stagiaire) (08.2018-12.2018)
- Groupama-FDJ Continental Team (2019)
- Groupama-FDJ (stagiaire) (08.2019-12.2019)
- Groupama-FDJ (2020-)